# Alexandre Coffre
Pour les articles homonymes, voir Coffre (homonymie).
Alexandre Coffre est un réalisateur et scénariste français.

## Biographie
Alexandre Coffre est né le 3 décembre 1973 près de La Rochelle. Sa femme Aurelie Coffre est directrice artistique, ils ont ensemble deux enfants. 
Alexandre Coffre travaille plusieurs années comme directeur artistique sur des films publicitaires. En 2004, il tourne le court-métrage de six minutes Tarif unique avec Mathieu Demy.
Sept ans plus tard, il réalise le long métrage Une pure affaire.
Il se voit ensuite confier des projets ouvertement commerciaux : en 2013 la comédie populaire Eyjafjallajökull, avec Dany Boon ; en 2014,  Le Père Noël, avec un Tahar Rahim à contre-emploi ; puis en 2018, en signant la comédie d'aventures Les Aventures de Spirou et Fantasio, adaptée de la bande dessinée éponyme.

## Filmographie

### En tant que réalisateur

#### Cinéma
- 2011 : Une pure affaire
- 2013 : Eyjafjallajökull
- 2014 : Le Père Noël
- 2018 : Les Aventures de Spirou et Fantasio

#### Courts métrages
- 2004 : Tarif unique
- 2012 : Quitte ou double

### Télévision

#### Séries télévisées
- 2021 : Les Petits Meurtres d'Agatha Christie, saison 3, épisodes 3 et 5 : Le vallon et Quand les souris dansent.

### En tant que scénariste
- 2011 : Une pure affaire (collaboration de Romain Levy)
- 2012 : Quitte ou double (court-métrage)
- 2013 : Eyjafjallajökull
- 2022 : Belle et Sébastien : Nouvelle Génération de Pierre Coré